# Undertale
UNDERTALE é um RPG eletrônico criado pelo desenvolvedor independente norte-americano Toby Fox. Nele, o jogador pode controlar uma criança humana que caiu em uma caverna no subsolo de uma montanha, uma região grande e isolada sob a superfície da Terra, separada por uma barreira mágica. Vários monstros podem ser encontrados durante sua missão para retornar à superfície, principalmente através do sistema de combate; o jogador navega pelos ataques em formato bullet hell do oponente e pode optar por pacificar ou subjugar os monstros para poupá-los em vez de assassiná-los. Essas escolhas causam mudanças no diálogo, nos personagens e na história com base nos resultados.
Excluindo as artes e designs de personagens feitos por Temmie Chang, Toby Fox desenvolveu a totalidade da obra de forma independente, incluindo o roteiro e a música. O jogo teve inspiração em diversas mídias, como a série de jogos Mother, Touhou Project, Moon RPG, e na comédia britânica Mr. Bean. Undertale foi inicialmente planejado para durar duas horas e foi programado para ser lançado em meados de 2014, mas o desenvolvimento foi adiado para o ano seguinte.
O jogo foi lançado para Microsoft Windows e OS X em 15 de setembro de 2015, e depois para o Linux em 17 de julho de 2016, e PlayStation 4 e PlayStation Vita em 15 de agosto de 2017. Uma versão para o Nintendo Switch foi lançada em 18 de setembro de 2018. A versão de Xbox foi lançada em 17 de março de 2021. Deste então, foi aclamado pelo seu roteiro, material temático, sistema de combate intuitivo, trilha musical e originalidade, com elogios direcionados à sua história, diálogo e personagens. Ultrapassando mais de um milhão de cópias vendidas, foi indicado a vários prêmios e reconhecimentos, incluindo Jogo do Ano por várias publicações e convenções especializadas em jogos eletrônicos. O primeiro capítulo de um jogo relacionado, Deltarune, foi lançado em 2018, e o segundo em 2021.

## Jogabilidade

Undertale emprega um sistema de combate híbrido de bullet hell e em turnos no qual os jogadores, controlando o coração, devem evitar ataques de inimigos enquanto decidem lutar, agir, curar ou demonstrar misericórdia.

Undertale é um RPG que usa uma perspectiva de cima para baixo. Nele, o jogador controla uma criança e completa objetivos para progredir na história. Ele explora um mundo subterrâneo repleto de cidades e cavernas, e é obrigado a resolver vários quebra-cabeças em sua jornada. O mundo subterrâneo é o lar de monstros, muitos dos quais desafiam o humano em combate; o jogador decide se quer matar, fugir ou fazer amizade com eles.
Quando o jogador encontra inimigos em eventos do script ou encontro aleatórios, ele entra em um modo de batalha. Durante as batalhas, ele controla um pequeno coração que representa sua alma, e devem evitar os ataques desencadeados pelo monstro adversário de forma similar a um shooter bullet hell. Enquanto o jogo avança, novos elementos são introduzidos, como obstáculos coloridos e batalhas com chefes que mudam a forma como o coração é controlado. O jogador podem escolher atacar o inimigo, o que envolve o pressionamento de botões no tempo correto. Matar inimigos fará com que o protagonista ganhe EXP (por sua vez aumentando seu LOVE) e ouro. Eles podem usar a opção ACT para executar várias ações, que variam dependendo do inimigo. Se o protagonista usar as ações corretas para responder ao inimigo, ou atacá-lo até que ele tenha o HP baixo (mas ainda vivo) ele pode poupá-lo e terminar a luta sem matá-lo. Para que alguns encontros com chefes sejam concluídos pacificamente, o jogador é obrigado a sobreviver até que o personagem que eles estão enfrentando tenha terminado seu diálogo. O RPG apresenta múltiplos ramos e finais na história, dependendo de escolhas que envolvem matar ou poupar os inimigos; e, como tal, é possível concluí-lo sem matar ninguém.
Monstros falarão com o jogador durante a batalha, e a interface comunicará quais são os sentimentos e ações do monstro. Ataques inimigos mudam com base em como o se interage com eles: caso sejam escolhidas opções não-violentas, se tornará mais fácil de desviar de ataques inimigos, enquanto eles se tornam difíceis se opções violentas forem escolhidas. A obra conta com vários elementos metaficcionais em sua jogabilidade e história. Quando o jogador participa de uma batalha de chefe em uma segunda vez após o fim do jogo, o diálogo será alterado dependendo das ações nas vezes anteriores.

## Enredo
Undertale se passa em Underground (em tradução livre, "Subterrâneo"), uma enorme caverna subterrânea para onde monstros, que uma vez viviam harmoniosamente com os humanos na superfície, foram banidos depois de perder uma guerra contra a humanidade. O Underground é selado da superfície por uma barreira mágica assimétrica criada pelos feiticeiros mais poderosos da humanidade, sendo o único ponto de entrada existente em Mount Ebott. Uma criança humana cai no subsolo e encontra Flowey, uma flor sábia que lhes ensina a mecânica do jogo e os encoraja a aumentar seu "LV", ou "LOVE" (Level of Violence, em português, Nível de Violência), ganhando "EXP" (Execute Points, em pt, Pontos de Execução) matando monstros. Quando Flowey tenta matar a criança para tomar sua alma para si mesmo, é então resgatada por Toriel, um monstro maternal semelhante a uma cabra, que ensina o humano a resolver quebra-cabeças e sobreviver à conflitos em Underground sem matar. Ela pretende adotar o humano, querendo protegê-lo de Asgore Dreemurr, o rei de Underground.
O humano eventualmente deixa Toriel em busca do castelo de Asgore, que contém o caminho (bloqueado pela barreira) levando ao mundo da superfície, seu objetivo. Ao longo do caminho, a criança encontra vários monstros, incluindo: os esqueletos Sans e Papyrus, dois irmãos que agem como sentinelas de Underground; Undyne, a chefe da guarda real; Alphys, cientista do reino; e Mettaton, um apresentador de televisão robótico que a Alphys construiu. Alguns deles são combatidos, exigindo a escolha entre matá-los ou mostrar misericórdia; se o humano os poupar, eles se tornam amigos. Durante suas viagens, o humano aprende os detalhes e a causa da guerra entre humanos e monstros, bem como a história de Asriel, filho de Asgore e Toriel. Asriel fez amizade com uma criança humana chamada Chara que caiu no Underground e foi adotada por Asgore e Toriel. Um dia, Chara envenenou-se fatalmente ao ingerir flores de ranúnculo, em uma tentativa de ter sua alma absorvida por Asriel a fim de cumprir seu plano: libertar os monstros recolhendo seis almas adicionais da superfície, que seriam então usadas com a alma de Chara para quebrar a barreira. Asriel absorveu a alma de Chara e atravessou a barreira, mas a partir daí se recusou a continuar o plano, decidindo então tentar devolver o corpo de Chara para sua aldeia natal. Ele foi morto pelos seres humanos que pensaram que ele matou Chara, já que ele se recusou a se defender por conta de sua ideologia pacifista. Com seus dois filhos mortos, Asgore declarou outra guerra contra a humanidade, e continuou o plano de Chara, procurando romper a barreira matando qualquer humano que caísse no subterrâneo para coletar sete almas humanas, das quais ele atualmente tem seis.
Existem três caminhos divergentes principais no final do jogo, dependendo de como se age durante encontros com monstros: a rota Neutra (Neutral run), a rota Pacifista (Pacifist run) e a rota Genocídio (Genocide run). A execução da rota Neutra ocorre se o jogador tiver matado alguns, mas não todos os monstros, ou não tiver matado nenhum monstro. A rota Neutra tem mais de doze variações dependendo de quais monstros foram mortos. Em geral, no final da rota Neutra, o humano chega ao castelo de Asgore e descobre que ele também precisa da alma de um humano para atravessar a barreira, sendo forçado a lutar contra Asgore para sair de Underground. Sans para o humano antes de seu confronto, revelando que "LOVE" do humano é um acrônimo para "Level Of ViolencE" (nível de violência) e "EXP" para "EXecution Points" (pontos de execução). Sans julga o humano com base na combinação de todas as resoluções durante os encontros com monstros. O humano então luta e derrota Asgore. No entanto, Flowey entra sorrateiramente, mata Asgore, rouba as almas humanas e se torna uma abominação monstruosa. Pedindo a ajuda das seis almas, o humano derrota Flowey, cai inconsciente e desperta no lado humano da barreira; ele recebe um telefonema de Sans, explicando o estado do Underground depois da partida do humano.
A rota Pacifista só pode ser realizada depois que o jogador completar uma rota Neutra, e sua finalização é obtida apenas por não matar nenhum dos monstros durante a rota, enquanto faz amizade com Papyrus e Undyne. Nela, se faz amizade com Alphys e descobre seu verdadeiro laboratório. É revelado que Asriel foi reencarnado como Flowey, criado por Alphys como um receptáculo de determinação (o poder que permite ao humano e a Flowey salvar os arquivos do jogo para conseguir ressuscitar) com a intenção de surpreender Asgore. O jogador então retorna para lutar contra Asgore, mas Toriel intervém e é acompanhado pelos outros monstros que o humano fez amizade. Flowey embosca o grupo, usando as almas de todos os monstros para se tornar uma forma mais velha de Asriel, o "Deus da Híper-morte", com o objetivo de lutar contra o humano e destruir o espaço-tempo do jogo. O humano se conecta com seus novos amigos durante a luta, eventualmente triunfando. Asriel volta à sua forma infantil e percebe, para sua consternação, que o humano não é Chara. O humano diz então a ele seu nome verdadeiro, Frisk. Asriel expressa seu remorso por tudo que ele fez, e usa as seis almas humanas e todas as almas de monstros para destruir a barreira. Asriel então diz que ele inevitavelmente voltará para a se tornar Flowey, e diz a Frisk para deixá-lo para trás. Frisk cai inconsciente e acorda cercado por seus amigos. Os monstros se reintegram com os humanos na superfície, enquanto Frisk tem a opção de aceitar Toriel como sua mãe adotiva ou viver por conta própria.
A rota Genocídio exige que todos os monstros sejam mortos e que o protagonista maximize seu LOVE. Quando Frisk chega ao castelo de Asgore, Sans tenta impedir o humano, mas Frisk o mata junto com Asgore e Flowey. Chara se materializa diante do jogador depois que Flowey é morto e explica que ela foi ressuscitada pelo LOVE adquirido. O jogador é então convidado a se juntar a ela na destruição do universo, o que ocorre independentemente de sua escolha. Depois, o jogo não será mais jogável, mas Chara eventualmente irá oferecer restaurar o universo em troca da alma do jogador. Se a oferta for aceita, o jogo será jogável novamente; no entanto, cada rota Pacifista ou Genocídio subsequente terminará com Chara assumindo o corpo de Frisk.

## Desenvolvimento
Undertale foi desenvolvido por Toby Fox ao longo de 2,7 anos. O desenvolvimento foi financiado através de uma campanha de crowdfunding no site Kickstarter. A campanha foi lançada em 25 de junho de 2013 com uma meta de cinco mil dólares; terminou em 25 de julho de 2013, com 51 124 dólares arrecadados por 2 398 pessoas (1 022,48% da meta original). A criação de Undertale se seguiu depois que Fox desenvolveu um sistema de batalha usando o sistema de criação de jogos GameMaker: Studio. Ele queria desenvolver um RPG que fosse diferente do design tradicional, que ele achava "chato de jogar". Ele começou a desenvolver um jogo com "personagens interessantes", e que "utiliza o meio como um dispositivo de contar histórias ... em vez da história e as abstrações da jogabilidade serem completamente separadas".
Fox trabalhou em toda a produção de forma independente, menos algumas das artes; ele decidiu trabalhar de forma independente para evitar depender dos outros. Fox tinha pouca experiência com desenvolvimento de jogos; ele e seus três irmãos frequentemente usavam o RPG Maker 2000 para fazer RPGs, embora poucos fossem completados. Fox também trabalhou em vários hacks de ROM de EarthBound enquanto cursava o ensino médio. Temmie Chang trabalhou como a principal assistente artística do projeto, fornecendo a maioria dos sprites e arte conceitual. Fox disse que o estilo de arte provavelmente permaneceria o mesmo se ele tivesse acesso a uma equipe maior de artistas. Ele descobriu que "há um base psicológica que diz que o público se torna mais ligado a personagens desenhados de maneira simples ao invés de em detalhes", particularmente se beneficiando do uso de piadas visuais dentro da arte.

### Projeto de jogo
O segmento defensivo dentro do sistema de batalha foi inspirado na série Mario & Luigi, bem como em bullet hells, como a série Touhou Project. Ao trabalhar no sistema de batalha, Fox começou a criar uma mecânica que ele pessoalmente gostaria. Ele queria que Undertale tivesse um sistema de batalha tão envolvente quanto Super Mario RPG (1996) e Mario & Luigi: Superstar Saga (2003). Fox não queria que grinding fosse necessário em nenhum momento do jogo, deixando-o opcional para os jogadores. Ele também não quis introduzir missões de entrega, pois envolvem retroceder passos, o que ele não gosta. Em termos de dificuldade na jogabilidade, Fox garantiu que fosse fácil e agradável. Ele pediu a alguns amigos inexperientes com jogos de tiro do tipo bullet hell para testar o produto, e descobriu que eles eram capazes de completá-lo. Ele sentiu que a dificuldade é otimizada, particularmente considerando as complicações envolvidas na adição de outra opção de dificuldade.
O sistema de diálogo foi inspirado por Shin Megami Tensei (1992), particularmente a mecânica de jogabilidade através da qual os jogadores podem conversar com monstros para evitar conflitos. Fox pretendia expandir esse mecanismo, pois falhar na negociação resultava em lutar se tornando um requisito. "Eu quero criar um sistema que satisfaça o meu desejo de falar com monstros", disse ele. Quando ele começou a desenvolver essa mecânica, o conceito de completar o jogo sem matar nenhum inimigo "simplesmente evoluiu naturalmente". No entanto, ele nunca considerou remover a opção de lutar durante o desenvolvimento. Quando questionado sobre a dificuldade de jogar sem matar, Fox respondeu que é "o ponto crucial de um dos principais temas deste jogo", pedindo aos jogadores que pensem sobre eles mesmos.

### Roteiro
Para o roteiro, Fox foi parcialmente influenciado pelas bobagens da cultura da internet, bem como por comédias como Mr. Bean (1990-1995). Ele também foi inspirado pela atmosfera inquietante de EarthBound (1994). O desejo de Fox de "subverter conceitos que são inquestionáveis em muitos jogos" influenciou ainda mais o desenvolvimento de Undertale. Fox descobriu que a escrita se tornou mais fácil depois de estabelecer a voz e o humor de um personagem. Ele também sentiu que criar o mundo era um processo natural, pois expressava as histórias daqueles que estavam dentro dele. Fox sentiu a importância de fazer os monstros no enredo "se sentirem como um indivíduo". Ele citou a série Final Fantasy (1987-presente) como o oposto; "todos os monstros em RPGs como Final Fantasy são os mesmos ... não tem sentido para isso".
A personagem Toriel, que é uma das primeiras a ser introduzida na história, foi criada como uma paródia de personagens de tutoriais. Fox não gostava muito do uso da acompanhante Fi em The Legend of Zelda: Skyward Sword (2011), em que as respostas aos quebra-cabeças eram frequentemente reveladas cedo. Fox também sentia que jogos eletrônicos geralmente não têm personagens maternos; na série Pokémon (1996-presente), assim como Mother (1989) e EarthBound, Fox sentiu que as mães são usadas como "símbolos e não como personagens". Em resposta, Fox pretendia que a personagem Toriel fosse "uma mãe que esperançosamente age como uma mãe", e "genuinamente se importa" com as ações dos jogadores.

### Música
A trilha sonora da obra foi inteiramente composta por Fox. Músico autodidata, ele compôs a maioria das faixas com pouca iteração; o tema principal, "Undertale", foi a única música a passar por várias iterações em desenvolvimento. A trilha sonora foi inspirada pela música de RPGs do Super NES, como EarthBound, bem como a webcomic Homestuck, para o qual a Fox forneceu algumas das músicas. Fox também afirmou que ele tenta se inspirar em todas as músicas que ele ouve, particularmente aquelas em jogos eletrônicos. De acordo com a Fox, mais de 90% das músicas foram compostas especificamente para o jogo. "Megalovania", a música usada durante a batalha contra Sans, já havia sido usada em Homestuck e em um dos hacks de ROM EarthBound de Fox. Para cada seção da narrativa, Fox compôs a música antes da programação, pois ajudou a "decidir como a cena deveria ser". Ele inicialmente tentou usar um tracker para compor a trilha sonora, mas achou difícil de usar. Ele finalmente decidiu tocar segmentos da música separadamente e conectá-los numa faixa. Para comemorar o aniversário de um ano do jogo, a Fox lançou cinco obras musicais não utilizadas em seu blog em 2016.
A trilha sonora de Undertale foi bem recebida pelos críticos como parte de seu sucesso, em particular pelo uso de vários leitmotive para os vários personagens usados em várias faixas. Em particular, "Hopes and Dreams", o tema de chefe ao lutar com Asriel na rota onde o jogador evita matar qualquer monstro, traz de volta a maioria dos temas dos personagens principais, e é "uma maneira perfeita de coroar sua jornada", de acordo com Nadia Oxford da USgamer. Oxford observa que essa faixa em particular demonstra a capacidade da Fox de "transformar músicas antigas em experiências completamente novas", usadas ao longo da trilha sonora. Tyler Hicks da GameSpot comparou a música a "melodias baseadas em bits".

## Lançamento
O jogo foi lançado em 15 de setembro de 2015 para o Microsoft Windows e OS X, e em 17 de julho de 2016 para o Linux. Fox expressou interesse em lançar Undertale em outras plataformas, mas inicialmente não conseguiu portá-lo para as plataformas da Nintendo sem reprogramá-lo devido à falta de suporte do motor para essas plataformas. Um patch foi lançado em janeiro de 2016, corrigindo bugs e alterando a aparência de ataques azuis para ajudar os jogadores daltônicos a vê-los melhor. A Sony Interactive Entertainment anunciou durante a E3 2017 que Undertale obteria um lançamento para o PlayStation 4 e PlayStation Vita, uma localização japonesa, e uma versão de varejo publicada pela Fangamer. Essas versões foram lançadas em 15 de agosto de 2017. Uma versão de Nintendo Switch foi revelada durante um Nintendo Direct em março de 2018, embora nenhuma data de lançamento tenha sido dada; O lançamento de Undertale no Switch destacou um acordo feito entre a Nintendo e a YoYo Games para permitir aos usuários do GameMaker Studio 2 exportar diretamente seus jogos para o Switch. O port é esperado para ser lançado em 15 de setembro de 2018 no Japão, e em 18 de setembro de 2018 no resto do mundo. Todos os ports de console são publicados por cortesia da localizadora japonesa 8-4 em todas as regiões.
Outras mídias de Undertale e merchandise foram lançados, incluindo estatuetas de brinquedo e brinquedos de pelúcia baseados em personagens da história. A trilha sonora oficial foi lançada em 2015 simultaneamente com o seu lançamento. Além disso, dois álbuns oficiais de Undertale foram lançados: o álbum de metal de 2015 Determination de RichaadEB e Ace Waters, e o álbum de jazz de 2016 Live at Grillby's de Carlos Eiene, mais conhecido como insaneintherainmusic. Outro álbum de duetos de jazz baseado nas canções de Undertale, Prescription for Sleep, foi apresentado e lançado em 2016 pelo saxofonista Norihiko Hibino e pelo pianista Ayaki Sato. Uma edição em vinil 2xLP da trilha sonora de Undertale, produzida por iam8bit, também foi lançada no mesmo ano.

### Deltarune
Depois de lançar uma prévia de algo relacionado a Undertale um dia antes, Fox lançou o primeiro capítulo de Deltarune em 31 de outubro de 2018, para Windows e macOS gratuitamente. Deltarune "não é o mundo de Undertale", de acordo com Fox, embora personagens e cenários possam trazer um pouco do mundo de Undertale à mente, e é "destinado a pessoas que completaram Undertale"; o nome Deltarune é um anagrama de Undertale. Toby afirmou que este lançamento é a primeira parte de um novo projeto e considerou o lançamento um "programa de pesquisa" para determinar como levar o projeto adiante. Fox esclareceu que Deltarune será um projeto maior do que Undertale; afirmou que levou alguns anos para criar o primeiro capítulo de Deltarune, muito mais do que levou para completar a demo de Undertale. Por causa do escopo maior, ele prevê conseguir uma equipe para ajudar a desenvolver Deltarune e não tem um cronograma previsto para sua conclusão. Assim que o jogo estiver pronto, Fox o lançará como um pacote completo. Ele planeja que Deltarune tenha apenas um final, independentemente das escolhas que o jogador fizer no jogo.

## Recepção
Undertale recebeu aclamação da crítica e foi rapidamente considerado um jogo eletrônico cult por diversas publicações. O agregador de análises Metacritic calculou uma pontuação média de 92 de 100, baseado em 43 análises. Metacritic o classifica como o terceiro jogo de Windows mais bem avaliado lançado em 2015, e entre os 50 melhores de todos os tempos. Elogios foram particularmente direcionados para o roteiro, personagens únicos e sistema de combate. Tyler Hicks, da GameSpot, declarou que é "um dos RPGs mais progressistas e inovadores que vieram faz muito tempo", e Kallie Plagge, da IGN, chamou de "uma experiência magistralmente trabalhada". Até o final de 2015, em um relatório preliminar da Steam Spy, Undertale foi um dos jogos mais vendidos na Steam, com 530.343 cópias vendidas. No início de fevereiro de 2016, ele ultrapassou um milhão de vendas, e em julho de 2018, tinha um total estimado de três milhões e meio de jogadores na Steam. As vendas japonesas de PlayStation 4 e PlayStation Vita ultrapassaram as 100,000 cópias vendidas em fevereiro de 2018.
O produto recebeu várias críticas positivas, como em Game Rankings, onde recebeu uma pontuação total de 94,11% baseado em 28 avaliações. Destructoid disse que ele tinha uma excelente jogabilidade, personagens, escrita e trilha sonora, e deu ao título uma pontuação de avaliação de 10 de 10. The Escapist deu uma avaliação positiva de 5 de 5 estrelas dizendo que ele traz uma ótima jogabilidade, com uma moral boa, onde o jogador tem que optar por ser do bem ou do mau, com uma trilha sonora fantástica e uma história complexa e bonita. Na página da Steam, as análises foram muito positivas.
Daniel Tack de Game Informer chamou o sistema de combate do jogo de "incrivelmente sutil", comentando a singularidade de cada encontro com o inimigo. Austin Walker, de Giant Bomb, elogiou a complexidade do combate, comentando que é "não convencional, inteligente e ocasionalmente muito difícil". Ben "Yahtzee" Croshaw de The Escapist elogiou a capacidade da obra de misturar "elementos de combate ao vivo e baseados em turnos de uma forma que realmente funciona". Plagge, da IGN, elogiou a capacidade de evitar o combate, optando por conversas amistosas. Jesse Singal, do The Boston Globe, achou que a habilidade de fazer com que o jogador simpatize com os monstros durante o combate, se eles optassem por ações não violentas, era "indicativo da doçura mais ampla e fundamental no núcleo" de Undertale.
Os críticos elogiaram a escrita e a narrativa da obra, com Plagge, da IGN, chamando-o de "excelente". Croshaw de The Escapist considerou Undertale o jogo mais bem escrito de 2015, escrevendo que é "por um lado hilário ... e também, no final, bastante sincero". Ben Davis, do Destructoid, elogiou os personagens e o uso da comédia, e comparou seu tom, personagens e histórias a Cave Story (2004). Richard Cobbett, do PC Gamer, fez comentários semelhantes, escrevendo que "mesmo seus momentos mais fracos ... simplesmente funcionam".
Os visuais receberam reações mistas. Walker de Giant Bomb chamou-o de "simples, mas comunicativo". Plagge, da IGN, escreveu que o jogo "nem sempre é bonito" e "frequentemente feio", mas sentiu que a música e as animações compensam. Croshaw de The Escapist observou que "oscila entre o básico e funcional, e o simplesmente ruim". Outros comentadores gostaram dos gráficos: Daniel Tack, da Game Informer, sentiu que os visuais combinavam apropriadamente com os personagens e configurações, enquanto Richard Cobbett, da PC Gamer, elogiou a habilidade dos visuais em transmitir emoção.
Cerca de um ano após o lançamento, Fox comentou que ficou surpreso com o quão popular o seu produto se tornou e, embora tenha apreciado a atenção, ele ficou estressado com isso. Fox disse: "Não me surpreenderia se eu nunca fizer um jogo tão bem sucedido novamente. Por mim, tudo bem."

### Prêmios
Undertale recebeu vários prêmios e indicações de várias publicações jornalísticas de jogos. Ganhou Jogo do Ano de The Jimquisition e Zero Punctuation, bem como Jogo do Mês de Rock, Paper, Shotgun. Ele recebeu o prêmio de Melhor Jogo de PC da Destructoid e da IGN. No Independent Games Festival Awards, ganhou o Prêmio do Público, enquanto o SXSW Gaming Awards o classificou como o Jogo de Crowdfunding Mais Gratificante, e concedeu-lhe o Prêmio de Inovação Cultural Matthew Crump.
O site IGN incluiu o título na posição de número 68 no ranking dos "100 melhores RPGs de todos os tempos" (Top 100 RPGs of All Time).
| \| Data \| Prêmio \| Categoria \| Destinatário(s) e Candidato(s) \| Resultado \| Ref. \| \| ----------------------- \| ---------------------------------------------------------- \| ------------------------------------------------------------ \| ------------------------------ \| ----------- \| ---------- \| \| 30 de outubro de 2015 \| Rock, Paper, Shotgun Game of the Month: October \| Game of the Month \| Undertale \| Venceu \| [95] \| \| 27 de novembro de 2015 \| Global Game Awards 2015 \| Best Indie \| Undertale \| Segundo \| [101] \| \| 1 de dezembro de 2015 \| Time 's Top 10 Video Games \| Best Game \| Undertale \| Nono \| [102] \| \| 3 de dezembro de 2015 \| The Game Awards 2015 \| Best Independent Game \| Undertale \| Indicado \| [103] \| \| 3 de dezembro de 2015 \| The Game Awards 2015 \| Games for Change \| Undertale \| Indicado \| [103] \| \| 3 de dezembro de 2015 \| The Game Awards 2015 \| Best Role-Playing Game \| Undertale \| Indicado \| [103] \| \| 4 de dezembro de 2015 \| Vice 's Best 20 Video Games of 2015 \| Best Game \| Undertale \| Oitavo \| [104] \| \| 15 de dezembro de 2015 \| Rock, Paper, Shotgun 's Best PC Games of 2015 \| Funniest Game on PC \| Undertale \| Venceu \| [1] \| \| 15 de dezembro de 2015 \| Good Game Awards 2015 \| Game of the Year \| Undertale \| Indicado \| [105] \| \| 18 de dezembro de 2015 \| GameSpot Game of the Year \| Game of the Year \| Undertale \| Décimo nono \| [106] \| \| 21 de dezembro de 2015 \| The Jimquisition Game of the Year Awards 2015 \| Game of the Year \| Undertale \| Venceu \| [93] \| \| 22 de dezembro de 2015 \| Destructoid Game of the Year \| Best PC Game \| Undertale \| Venceu \| [96] \| \| 25 de dezembro de 2015 \| The Escapist 's Best Games of 2015 \| Best Game \| Undertale \| Indicado \| [107] \| \| 28 de dezembro de 2015 \| Ars Technica best video games of 2015 \| Best Game \| Undertale \| Quinto \| [47] \| \| 28 de dezembro de 2015 \| Giant Bomb's 2015 Game of the Year Awards \| Best Surprise \| Undertale \| Segundo \| [108] \| \| 30 de dezembro de 2015 \| Giant Bomb's 2015 Game of the Year Awards \| Best Debut \| Toby Fox \| Segundo \| [109] \| \| 1 de janeiro de 2016 \| Giant Bomb's 2015 Game of the Year Awards \| Game of the Year \| Undertale \| Sétimo \| [110] \| \| 7 de janeiro de 2016 \| Zero Punctuation Top 5 Games of 2015 \| Game of the Year \| Undertale \| Venceu \| [94] \| \| 12 de janeiro de 2016 \| IGN's Best of 2015 \| PC Game of the Year \| Undertale \| Venceu \| [97] \| \| 12 de janeiro de 2016 \| IGN's Best of 2015 \| Best Story \| Undertale \| Venceu \| [111] \| \| 18 de fevereiro de 2016 \| 19th Annual DICE Awards \| Outstanding Achievement in Game Direction \| Undertale \| Indicado \| [112] \| \| 18 de fevereiro de 2016 \| 19th Annual DICE Awards \| DICE Sprite Award \| Undertale \| Indicado \| [112] \| \| 18 de fevereiro de 2016 \| 19th Annual DICE Awards \| Role-Playing/Massive Multiplayer Game of the Year \| Undertale \| Indicado \| [112] \| \| 16 de março de 2016 \| 2016 Game Developers Choice Awards \| Innovation Award \| Undertale \| Indicado \| [113] \| \| 16 de março de 2016 \| 2016 Game Developers Choice Awards \| Best Debut \| Toby Fox \| Indicado \| [113] \| \| 16 de março de 2016 \| 2016 Game Developers Choice Awards \| Best Narrative \| Undertale \| Indicado \| [113] \| \| 16 de março de 2016 \| 2016 Independent Games Festival Awards \| Seumas McNally Grand Prize \| Undertale \| Indicado \| [114] \| \| 16 de março de 2016 \| 2016 Independent Games Festival Awards \| Excellence in Audio \| Undertale \| Indicado \| [114] \| \| 16 de março de 2016 \| 2016 Independent Games Festival Awards \| Excellence in Narrative \| Undertale \| Indicado \| [114] \| \| 16 de março de 2016 \| 2016 Independent Games Festival Awards \| Audience Award \| Undertale \| Venceu \| [98] \| \| 19 de março de 2016 \| 2016 SXSW Gaming Awards \| Game of the Year \| Undertale \| Indicado \| [115] \| \| 19 de março de 2016 \| 2016 SXSW Gaming Awards \| Excellence in Gameplay \| Undertale \| Indicado \| [115] \| \| 19 de março de 2016 \| 2016 SXSW Gaming Awards \| Most Fulfilling Crowdfunded Game \| Undertale \| Venceu \| [99] \| \| 19 de março de 2016 \| 2016 SXSW Gaming Awards \| Most Promising New Intellectual Property \| Undertale \| Indicado \| [115] \| \| 19 de março de 2016 \| 2016 SXSW Gaming Awards \| Matthew Crump Cultural Innovation Award \| Undertale \| Venceu \| [99] \| \| 7 de abril de 2016 \| British Academy Games Awards \| Story \| Undertale \| Indicado \| [116][117] \| \| 21 de março de 2016 \| 2015 National Academy of Video Game Trade Reviewers Awards \| Game, Original Role Playing \| Toby Fox \| Venceu \| [118] \| \| 11 de agosto de 2016 \| Dragon Awards \| Best Science Fiction or Fantasy PC/Console Game \| Undertale \| Indicado \| [119] \| \| 31 de dezembro de 2016 \| Steam Awards \| The "I'm not crying, there's just something in my eye" award \| Undertale \| Indicado \| [120] \| |                                                            |                                                              |                                |             |                 |
| Data | Prêmio                                                     | Categoria                                                    | Destinatário(s) e Candidato(s) | Resultado   | Ref.            |
| 30 de outubro de 2015 | Rock, Paper, Shotgun Game of the Month: October            | Game of the Month                                            | Undertale                      | Venceu      | [ 95 ]          |
| 27 de novembro de 2015 | Global Game Awards 2015                                    | Best Indie                                                   | Undertale                      | Segundo     | [ 101 ]         |
| 1 de dezembro de 2015 | Time 's Top 10 Video Games                                 | Best Game                                                    | Undertale                      | Nono        | [ 102 ]         |
| 3 de dezembro de 2015 | The Game Awards 2015                                       | Best Independent Game                                        | Undertale                      | Indicado    | [ 103 ]         |
| 3 de dezembro de 2015 | The Game Awards 2015                                       | Games for Change                                             | Undertale                      | Indicado    | [ 103 ]         |
| 3 de dezembro de 2015 | The Game Awards 2015                                       | Best Role-Playing Game                                       | Undertale                      | Indicado    | [ 103 ]         |
| 4 de dezembro de 2015 | Vice 's Best 20 Video Games of 2015                        | Best Game                                                    | Undertale                      | Oitavo      | [ 104 ]         |
| 15 de dezembro de 2015 | Rock, Paper, Shotgun 's Best PC Games of 2015              | Funniest Game on PC                                          | Undertale                      | Venceu      | [ 1 ]           |
| 15 de dezembro de 2015 | Good Game Awards 2015                                      | Game of the Year                                             | Undertale                      | Indicado    | [ 105 ]         |
| 18 de dezembro de 2015 | GameSpot Game of the Year                                  | Game of the Year                                             | Undertale                      | Décimo nono | [ 106 ]         |
| 21 de dezembro de 2015 | The Jimquisition Game of the Year Awards 2015              | Game of the Year                                             | Undertale                      | Venceu      | [ 93 ]          |
| 22 de dezembro de 2015 | Destructoid Game of the Year                               | Best PC Game                                                 | Undertale                      | Venceu      | [ 96 ]          |
| 25 de dezembro de 2015 | The Escapist 's Best Games of 2015                         | Best Game                                                    | Undertale                      | Indicado    | [ 107 ]         |
| 28 de dezembro de 2015 | Ars Technica best video games of 2015                      | Best Game                                                    | Undertale                      | Quinto      | [ 47 ]          |
| 28 de dezembro de 2015 | Giant Bomb's 2015 Game of the Year Awards                  | Best Surprise                                                | Undertale                      | Segundo     | [ 108 ]         |
| 30 de dezembro de 2015 | Giant Bomb's 2015 Game of the Year Awards                  | Best Debut                                                   | Toby Fox                       | Segundo     | [ 109 ]         |
| 1 de janeiro de 2016 | Giant Bomb's 2015 Game of the Year Awards                  | Game of the Year                                             | Undertale                      | Sétimo      | [ 110 ]         |
| 7 de janeiro de 2016 | Zero Punctuation Top 5 Games of 2015                       | Game of the Year                                             | Undertale                      | Venceu      | [ 94 ]          |
| 12 de janeiro de 2016 | IGN's Best of 2015                                         | PC Game of the Year                                          | Undertale                      | Venceu      | [ 97 ]          |
| 12 de janeiro de 2016 | IGN's Best of 2015                                         | Best Story                                                   | Undertale                      | Venceu      | [ 111 ]         |
| 18 de fevereiro de 2016 | 19th Annual DICE Awards                                    | Outstanding Achievement in Game Direction                    | Undertale                      | Indicado    | [ 112 ]         |
| 18 de fevereiro de 2016 | 19th Annual DICE Awards                                    | DICE Sprite Award                                            | Undertale                      | Indicado    | [ 112 ]         |
| 18 de fevereiro de 2016 | 19th Annual DICE Awards                                    | Role-Playing/Massive Multiplayer Game of the Year            | Undertale                      | Indicado    | [ 112 ]         |
| 16 de março de 2016 | 2016 Game Developers Choice Awards                         | Innovation Award                                             | Undertale                      | Indicado    | [ 113 ]         |
| 16 de março de 2016 | 2016 Game Developers Choice Awards                         | Best Debut                                                   | Toby Fox                       | Indicado    | [ 113 ]         |
| 16 de março de 2016 | 2016 Game Developers Choice Awards                         | Best Narrative                                               | Undertale                      | Indicado    | [ 113 ]         |
| 16 de março de 2016 | 2016 Independent Games Festival Awards                     | Seumas McNally Grand Prize                                   | Undertale                      | Indicado    | [ 114 ]         |
| 16 de março de 2016 | 2016 Independent Games Festival Awards                     | Excellence in Audio                                          | Undertale                      | Indicado    | [ 114 ]         |
| 16 de março de 2016 | 2016 Independent Games Festival Awards                     | Excellence in Narrative                                      | Undertale                      | Indicado    | [ 114 ]         |
| 16 de março de 2016 | 2016 Independent Games Festival Awards                     | Audience Award                                               | Undertale                      | Venceu      | [ 98 ]          |
| 19 de março de 2016 | 2016 SXSW Gaming Awards                                    | Game of the Year                                             | Undertale                      | Indicado    | [ 115 ]         |
| 19 de março de 2016 | 2016 SXSW Gaming Awards                                    | Excellence in Gameplay                                       | Undertale                      | Indicado    | [ 115 ]         |
| 19 de março de 2016 | 2016 SXSW Gaming Awards                                    | Most Fulfilling Crowdfunded Game                             | Undertale                      | Venceu      | [ 99 ]          |
| 19 de março de 2016 | 2016 SXSW Gaming Awards                                    | Most Promising New Intellectual Property                     | Undertale                      | Indicado    | [ 115 ]         |
| 19 de março de 2016 | 2016 SXSW Gaming Awards                                    | Matthew Crump Cultural Innovation Award                      | Undertale                      | Venceu      | [ 99 ]          |
| 7 de abril de 2016 | British Academy Games Awards                               | Story                                                        | Undertale                      | Indicado    | [ 116 ] [ 117 ] |
| 21 de março de 2016 | 2015 National Academy of Video Game Trade Reviewers Awards | Game, Original Role Playing                                  | Toby Fox                       | Venceu      | [ 118 ]         |
| 11 de agosto de 2016 | Dragon Awards                                              | Best Science Fiction or Fantasy PC/Console Game              | Undertale                      | Indicado    | [ 119 ]         |
| 31 de dezembro de 2016 | Steam Awards                                               | The "I'm not crying, there's just something in my eye" award | Undertale                      | Indicado    | [ 120 ]         |